# Un democratic love
『un democratic love』（アン・デモクラティック・ラブ）は、日本の歌手である沢田研二の7作目のミニ・アルバム。発売元は沢田の自主レーベルであるJULIE LABEL。

## 解説
- 東日本大震災が起こった2011年3月11日に哀悼の意を表して、2016年3月11日にリリース。

## 収録曲
- 全作詞:沢田研二

1. un democratic love
  - 作曲:大山泰輝
2. 福幸よ
  - 作曲:柴山和彦
3. 犀か象
  - 作曲:依知川伸一
4. Welcome to Hiroshima ~平成26年(2014年)8月6日『平和への誓い』より
  - 補作詞：沢田研二　作曲:GRACE